# Cine de la Movida madrileña

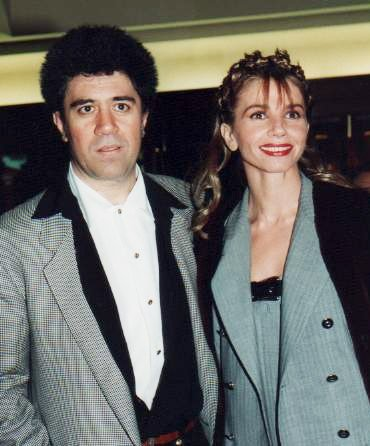
Pedro Almodóvar y Victoria Abril.

El cine de la Movida madrileña fue la expresión cinematográfica del movimiento contracultural surgido en la capital española a comienzos de la Transición y se impuso a lo largo de los años 80.
Supone una intención trasgresora con el cine de época franquista y se engloba dentro del movimiento posmodernista. La temática de este cine se esfuerza en mostrar todo aquello que el cine franquista ocultaba, como la homosexualidad, la droga, la prostitución, las salidas nocturnas, la transexualidad, las pasiones desenfrenadas o la sexualidad explícita.
Es un cine urbano cuyos protagonistas son personajes del mundo underground y la contracultura. Aunque el cine español siempre había tratado especialmente las historias de personajes humildes y media o baja condición económica, el cine de la Movida madrileña los transforma en seres estrafalarios, los radicaliza, mostrando un gusto por lo anecdótico y por lo fuera de lo común. Son personajes que procuran descolocar al espectador más que el que se identifique con ellos.
La figura más representativa fue Pedro Almodóvar, aunque otros directores notables fueron Fernando Trueba, Fernando Colomo, Iván Zulueta y Manuel Iborra.
- Datos: Q5769578